# Gerónimo Roure Fernández
Gerónimo Roure Fernández (Córdoba, 1824 - Vitoria, 16 de octubre de 1876) fue médico y cirujano mayor del Hospital Civil de Vitoria, miembro de la Junta de Sanidad, profesor de medicina, presidente del Ateneo Científico, literario y Artístico de Vitoria y escritor de biografías y estudios médicos.

## Biografía
Nació en Córdoba en 1824. Estudió Medicina en Barcelona y Madrid, compaginándolos con estudios de botánica y agricultura. Fue médico del Hospital General de Madrid y cirujano en el de Zaragoza. En 1853 se licenció en el ejército y obtuvo la plaza de cirujano titular en el Hospital Civil de Vitoria. Al año siguiente se casó, y entró en la Junta de Sanidad, de Estadística, de Instrucción Pública, en Academias de Ciencias y Sociedades Médicas.

### Aportaciones a la salud pública de la ciudad de Vitoria
Fue cirujano titular de la ciudad desde 1853 hasta 1876. Realizó una labor científica importante durante la epidemia de viruela y cólera en la ciudad. Propuso cambios decisivos para el vecindario de Vitoria saneando las calles, derribando muros y cerrando pozos contaminados. Se vigiló la higiene de desagües y callejas, se propugnó una dieta más eficaz, se probaron nuevos métodos de tratamiento.
Se salvó mucha población de la viruela y el cólera. Álava fue una de las menos afectadas en la epidemia de viruela de 1867 gracias al esfuerzo realizado con la campaña de vacunación. El control de la epidemia fue posible gracias a la dedicación de Roure, a la decisión de premiar a quienes aceptaran vacunarse y al riguroso estudio de los casos (como en la de cólera de 1855) y procedimientos que realizó, que sirvieron para comprender y mejorar los tratamientos.
Le apoyaron y le mostraron su agradecimiento, aunque para él la mayor recompensa fue frenar la enfermedad. También le apoyaron cuando regresó de visitar los Hospitales de París en 1864, cargado de material quirúrgico y nuevas ideas para mejorar la asistencia sanitaria contó con el apoyo de la Junta y la Corporación. En 1867, le comisionaron para visitar la Exposición Universal de París y tomar nota de adelantos e innovaciones aplicables en la ciudad y la provincia.
Le permitieron poner en marcha iniciativas de mejora de la salud pública: la galería acristalada para que las personas enfermas pudieran disfrutar de los beneficios del sol a cubierto, la sala de maternidad, un nuevo sistema de ventilación, la mejora de la lavandería, las dietas apropiadas, el uso de la anestesia, etc.
En 1866 fundó el Ateneo vitoriano (segundo después del de Madrid) del que fue presidente hasta su muerte en 1876. Un elenco de su producción científico-literaria puede consultarse en las páginas que le dedica Fermín Herrán en la introducción a las Fantasías Vascongadas, de su hijo José.

## Obra
Fue el iniciador de los "Anales" del Hospital de Vitoria con publicaciones tales como Cólera Morbo Asiático, observada en la Provincia de Álava que apareció en 1855. Autor de una serie de Memorias sanitarias referentes a la provincia en la época anterior a la II Guerra Carlista. La Fundación Sancho El Sabio tiene digitalizada parte de su obra.

## Premios y reconocimientos
- Cruz de Comendador de Isabel la Católica por sus trabajos sobre la viruela.[2]
- 1877 Homenaje de Fermín Herrán en su discurso de la sesión inaugural del curso 1877-1878 en el Ateneo Científico Literario y Artístico de Vitoria.[7]
- Una calle de Vitoria lleva su nombre.[8]
- 2016 Protagonista de la novela Los archivos secretos del Ateneo. El caso de los amores proscritos, de Marta Extramiana.[9][10]

## Vida personal
Justina Mezquiriz fue su esposa desde 1854. Tuvieron ¿cuatro hijos?: Amparo, Carlos, José y Josefa.Sus restos reposan en el Cementerio de Santa Isabel de Vitoria, en la Calle San Vicente número 48, junto a su esposa Justina y su hijo Carlos.
Un tataranieto donó al Ayuntamiento de Vitoria una pintura al óleo de autoría desconocida, realizada en el año 1850.